# WEST (muurschildering)
WEST is een tweeledige kunstuiting in Amsterdam Nieuw-West.

## Geschiedenis
In de jaren vijftig was gemeente Amsterdam druk aan het bouwen in het tuindorp Slotermeer. Invulling van het in 1921 geannexeerde gebied van de gemeente Sloten had vertraging opgelopen door de Tweede Wereldoorlog, maar er kon toen begonnen worden met een laat deel van de uitrol van het Algemeen Uitbreidingsplan van Cor van Eesteren en Ko Mulder. Langs de zuidkant Burgemeester Röellstraat tussen de Slotermeerlaan en de Burgemeester van Leeuwenlaan verschenen in hofvorm een aantal portiekwoningen, onder meer aan het Immanuel Kanthof. Vanwege de financiën, tempo en gebrek aan bouwmaterialen werd er snel eenvormig gebouwd. Een kenmerk van die woningen was dat aan de kopse einden nauwelijks glas werd toegepast; het werden veelal blinde bakstenen muren. 

## Versie 1
Aan het begin van de 21e eeuw waren de woningen (opnieuw) toe aan renovatie, nieuwe eisen van (aanstaande) bewoners en overheid noopten te kijken of renovatie nog rendabel was of dat overgegaan moest worden tot sloop. De genoemde blokjes wisten ternauwernood aan sloop te ontkomen en werden gerenoveerd. Tijdens die renovatie werden die kopse gevels door kunstenaars voorzien van grote muurschilderingen, nadat eerder er uitpandige isolatielaag was aangebracht. De muurschilderingen waren net zo saai; het bestond uit een blauwe letter op een grijze ondergrond.  

## Afbeeldingen versie 1

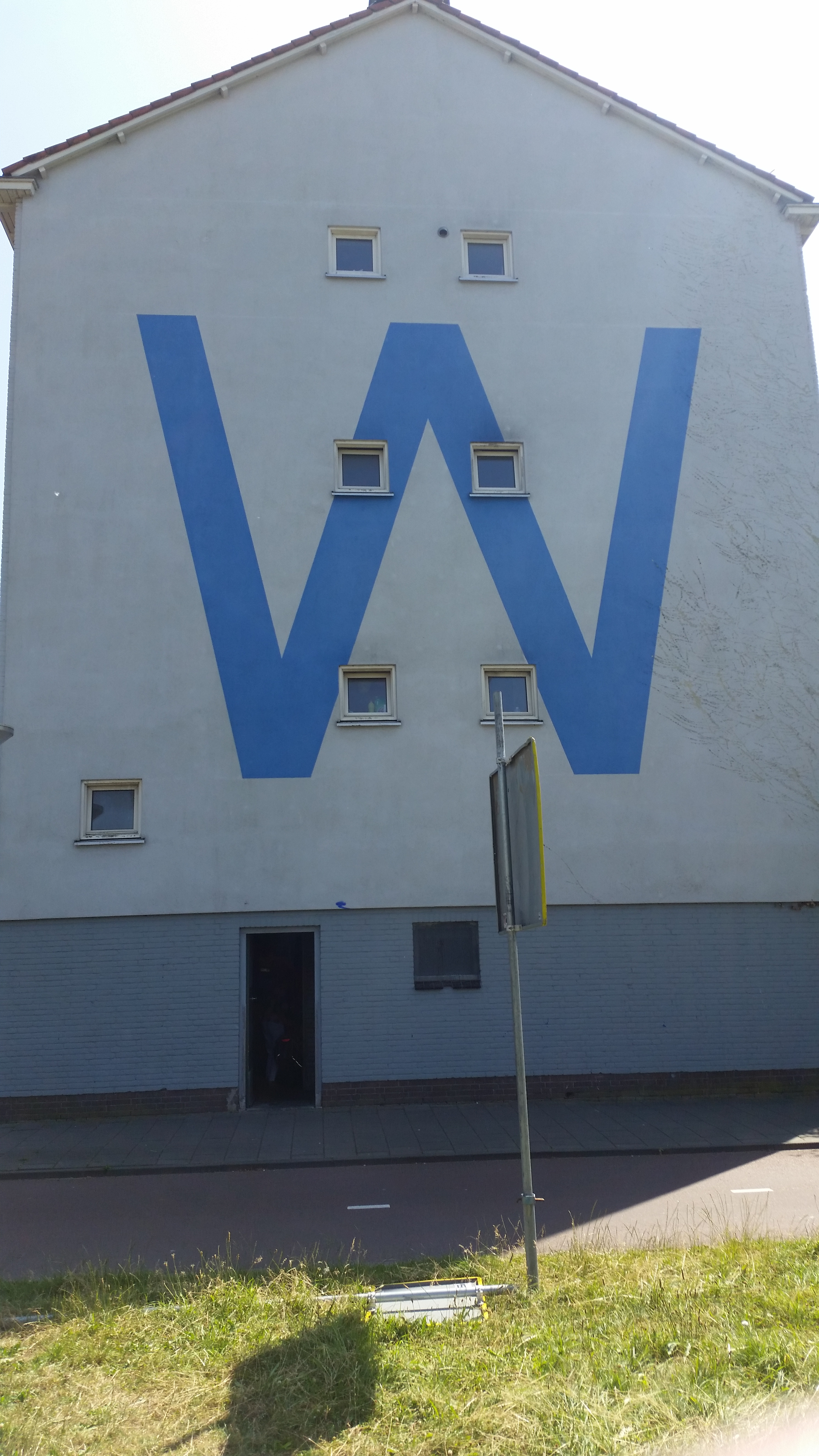
W (juni 2018)
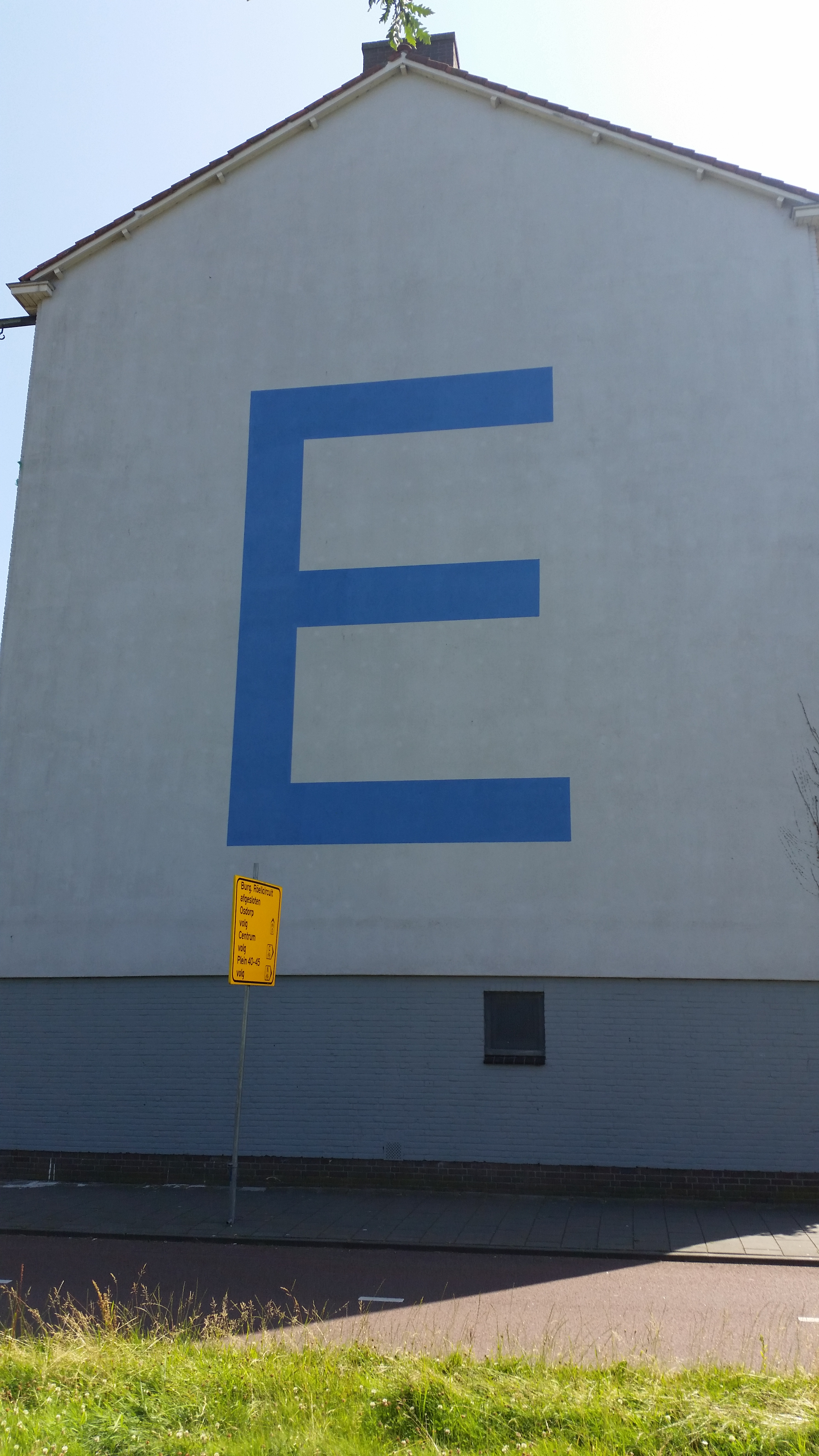
E (juni 2018)
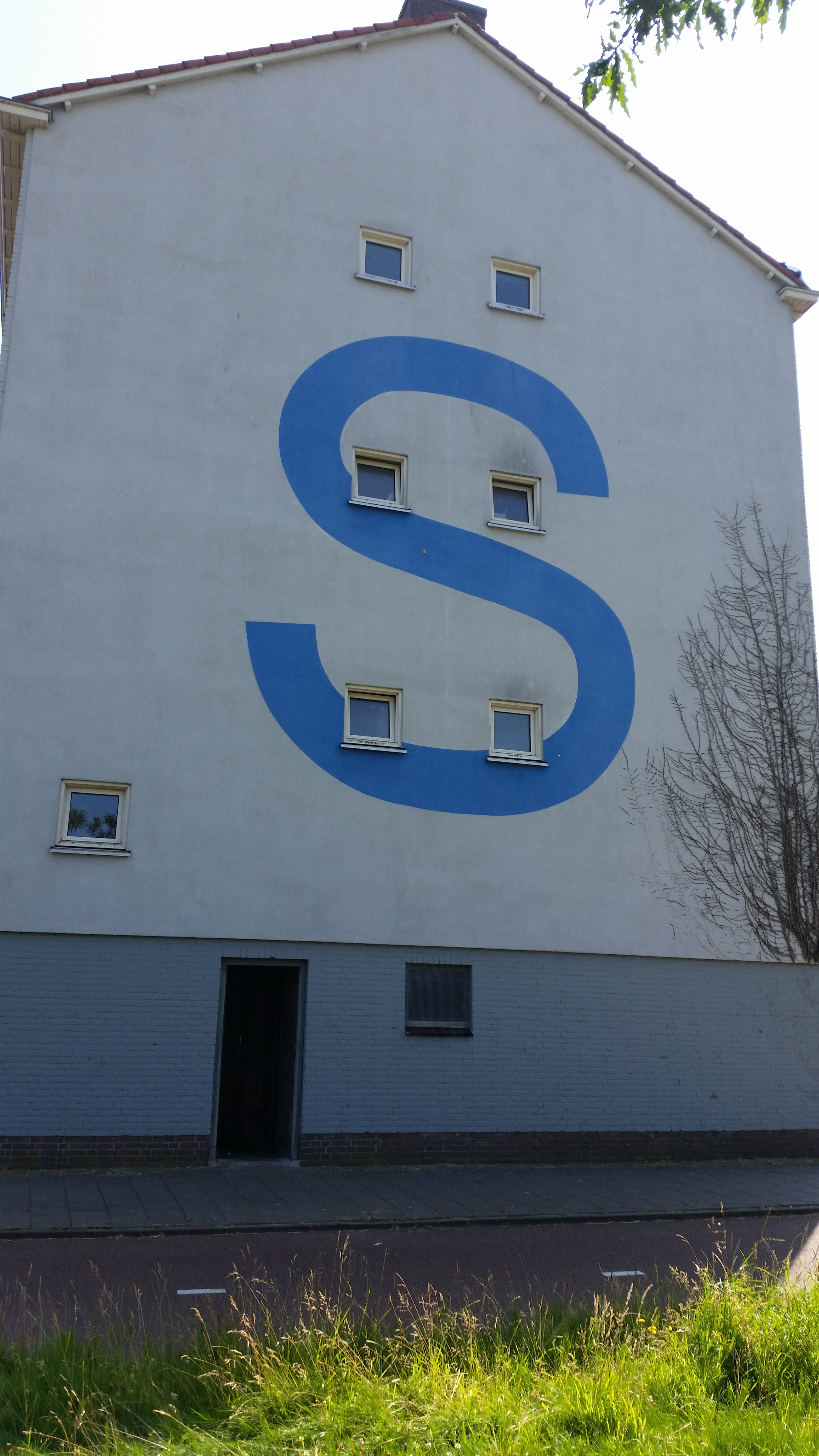
S (juni 2018)
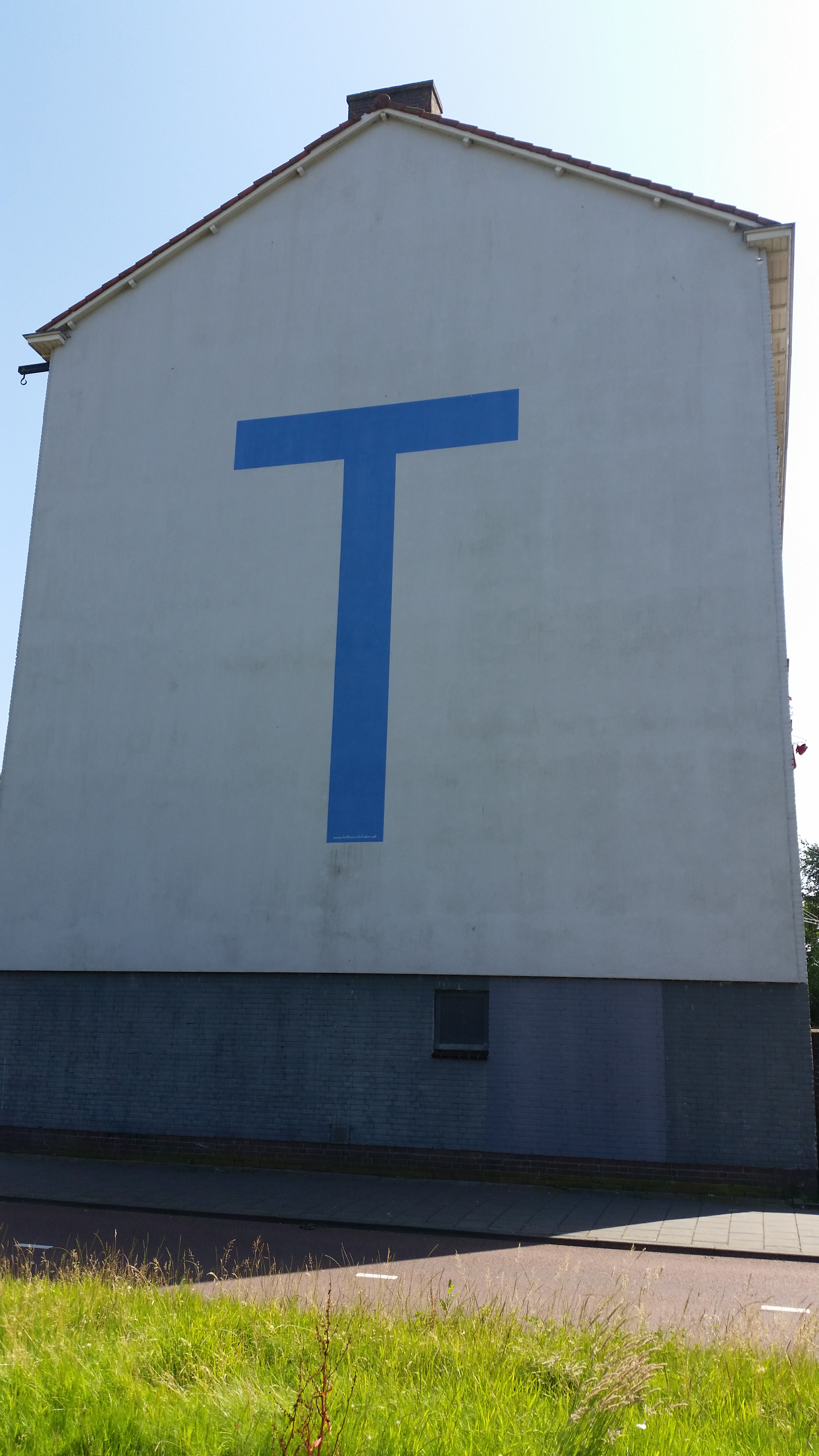
T (juni 2018)

## Versie 2
Woningbouwvereniging Ymere, eigenaar van de woningen aan dit Hof van Descartes, gaf even later de opdracht aan illustrator Floor Rieder deze portiekwoningen verder te verfrissen. Zij besloot tot een veel kleuriger aanpak, waarbij op verzoek van bewoners de letters zouden terugkomen, maar wel in een ander lettertype. Riedel verdiepte zich in de geschiedenis van de wijk en kwam dus weer uit bij Van Eesteren en Mulder en hun tuindorpidee. Verder raadpleegde ze bouwtekeningen hetgeen leidde tot een stijl die verwijst naar Bauhaus. Afgebeeld werd van alles wat in dit buurtje voorkomen, woningen, bloemen, planten, bomen en dieren. In die laatste categorie vindt men in de schilderingen ook dieren terug die men als minder prettig beschouwd, de alom aanwezige duiven en ratten. Riedel plaatste de muurschilderingen niet zelf, dat deed Opperclaes uit Rotterdam. Het betekende een afronding van een groots renovatieproject om tochtige en vochtige woningen bestand te maken voor de toekomst; bovendien werden de zolderetages omgebouwd tot wooneenheden. Rieder die uit deze buurt komt, noemde het een combinatie van grafisch ontwerp, illustratie en muurschildering. Aan de andere kopse kant komen delen van de grote muurschilderingen terug. Ook ontwierp Riedel de nieuwe huisnummering.

## Afbeelding versie 2

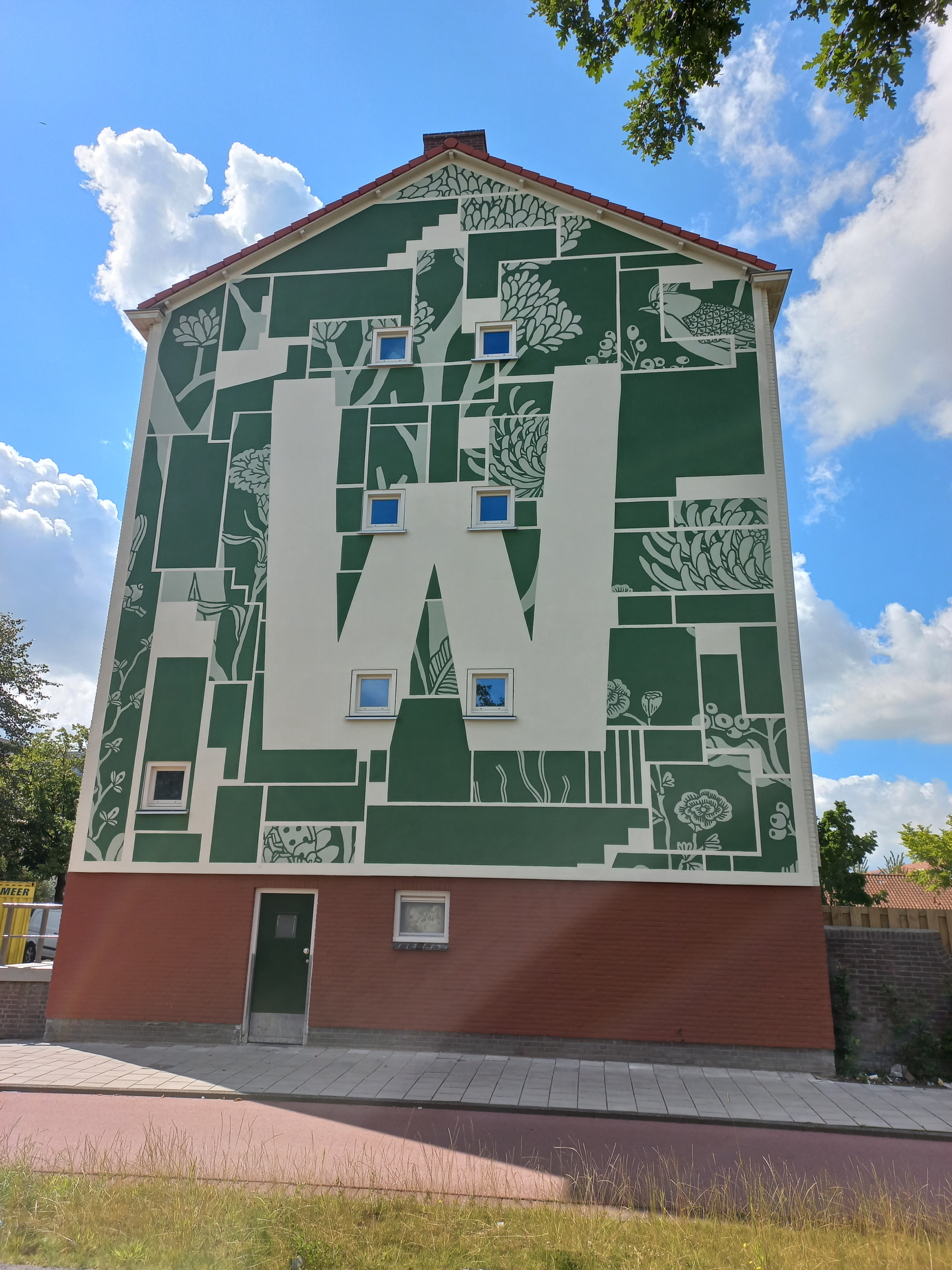
W (juli 2024)
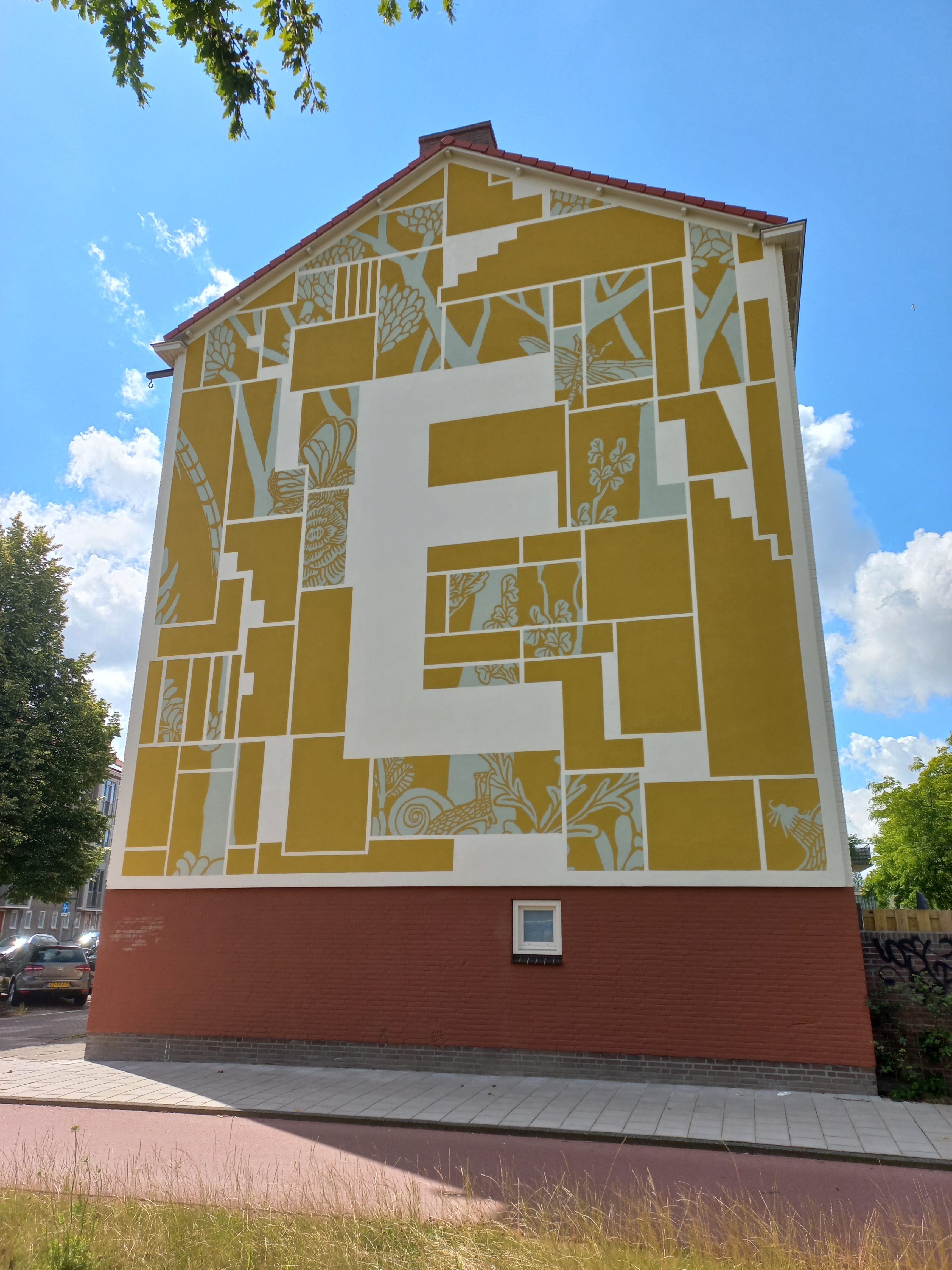
E (juli 2024)
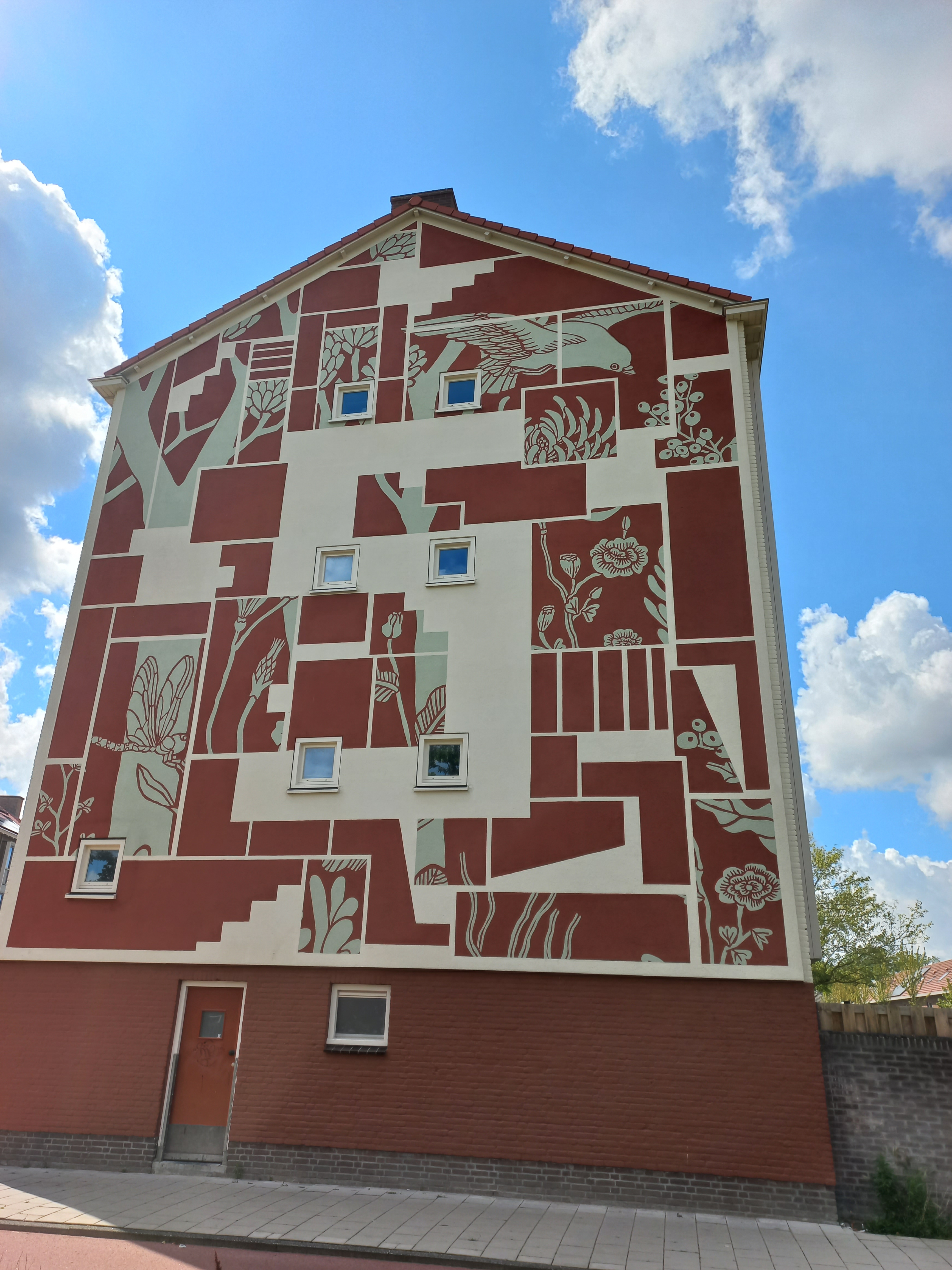
S (juli 2024)
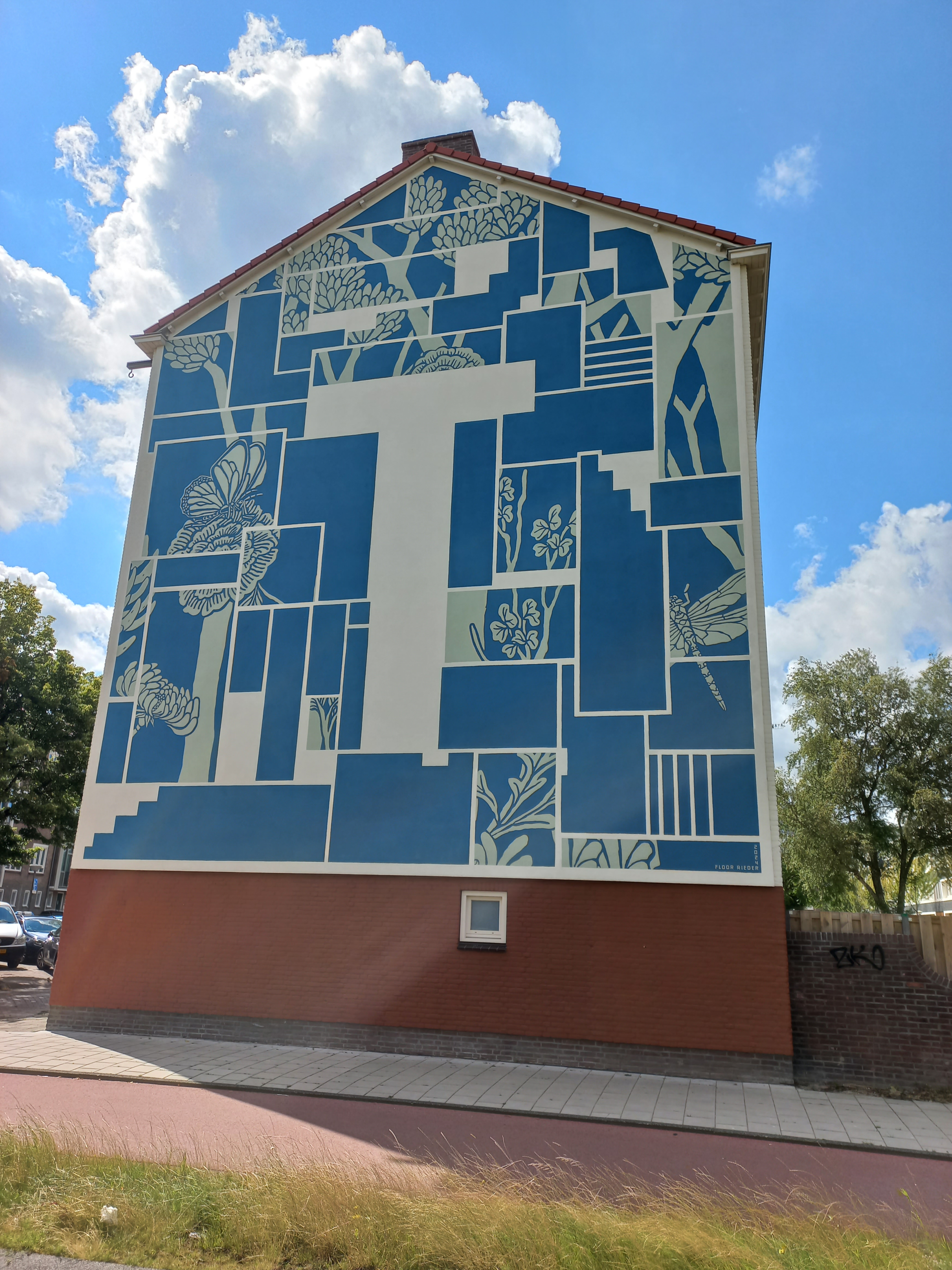
T (juli 2024)
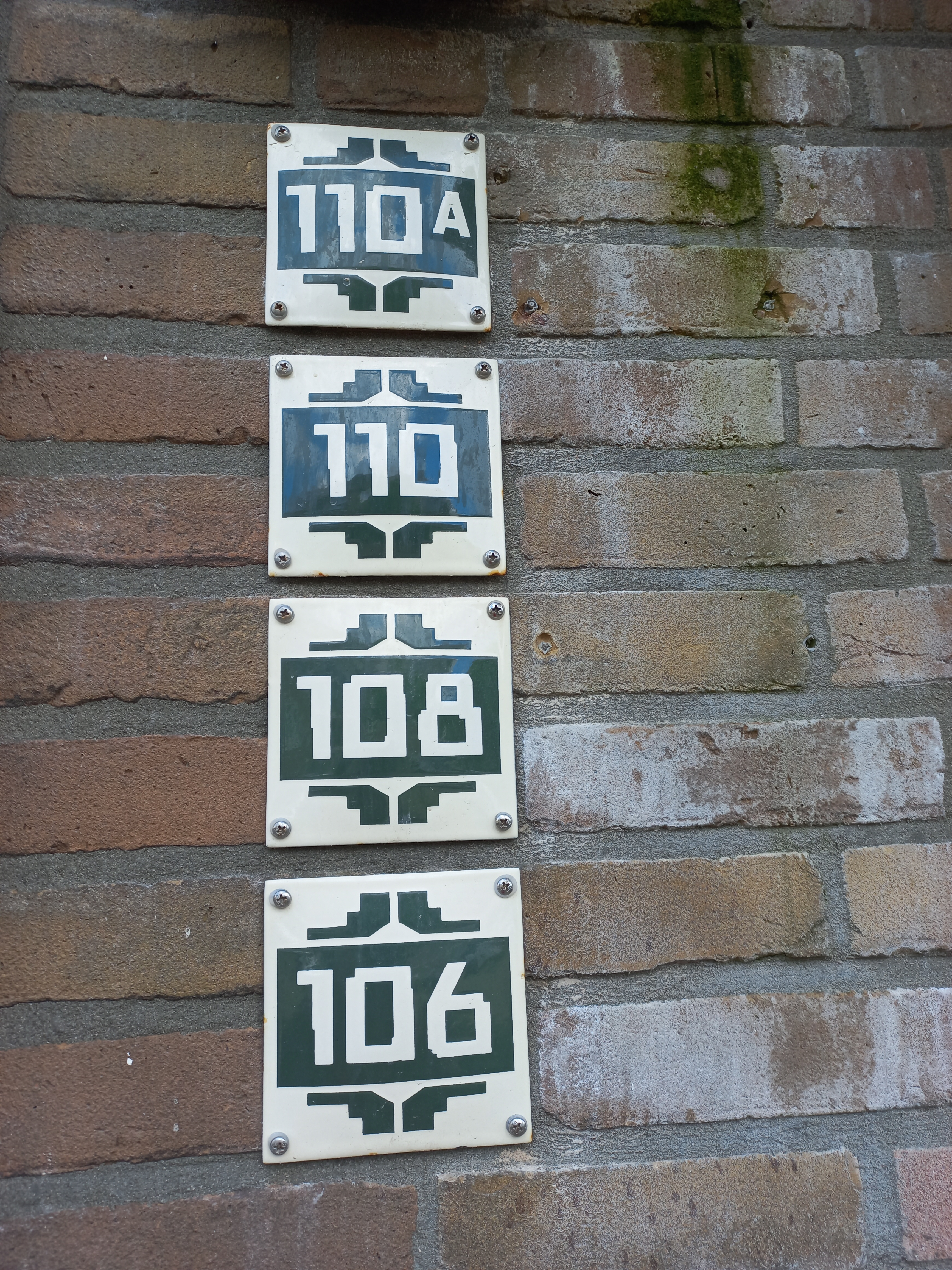
Huisnummers (juli 2024)